# Quantanthura serenasinus
Quantanthura serenasinus är en kräftdjursart som först beskrevs av Brian Frederick Kensley 1975.  Quantanthura serenasinus ingår i släktet Quantanthura och familjen Anthuridae. Inga underarter finns listade i Catalogue of Life.